# 長迫公園
長迫公園（ながさここうえん）は、広島県呉市にある公園。旧呉海軍墓地。

## 概要
1890年（明治23年）に開設された大日本帝国海軍墓地。以降呉鎮守府が管理し毎年慰霊祭が行われていたが、1945年（昭和20年）呉軍港空襲と枕崎台風被害によりこの地は荒廃した。さらに終戦により慰霊行事自体も廃止された。戦後国有地であったが、有志のみによる手入れが続いていた。1965年（昭和40年）頃から更に慰霊碑が建立されていった。1986年（昭和61年）旧軍港市転換法に基づき国から呉市に無償譲与されたことを受け、市が公園として再整備した。
敷地面積2.9ha。所有は呉市、管理は公益財団法人呉海軍墓地顕彰保存会が行っている。
『男たちの大和/YAMATO』のロケ地の一つ。

## 慰霊碑
順不同

大日本戦争戦没者之碑
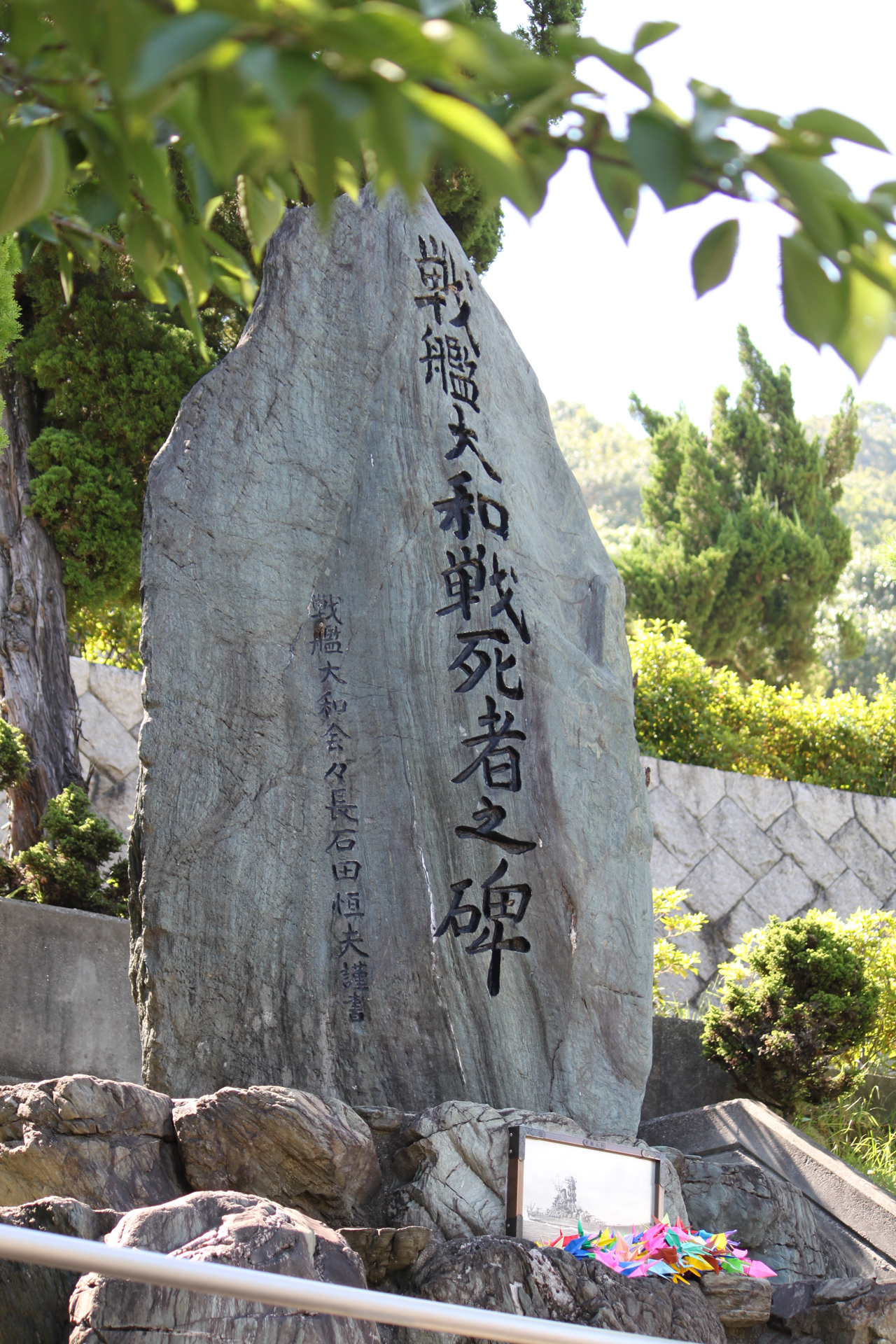
大和
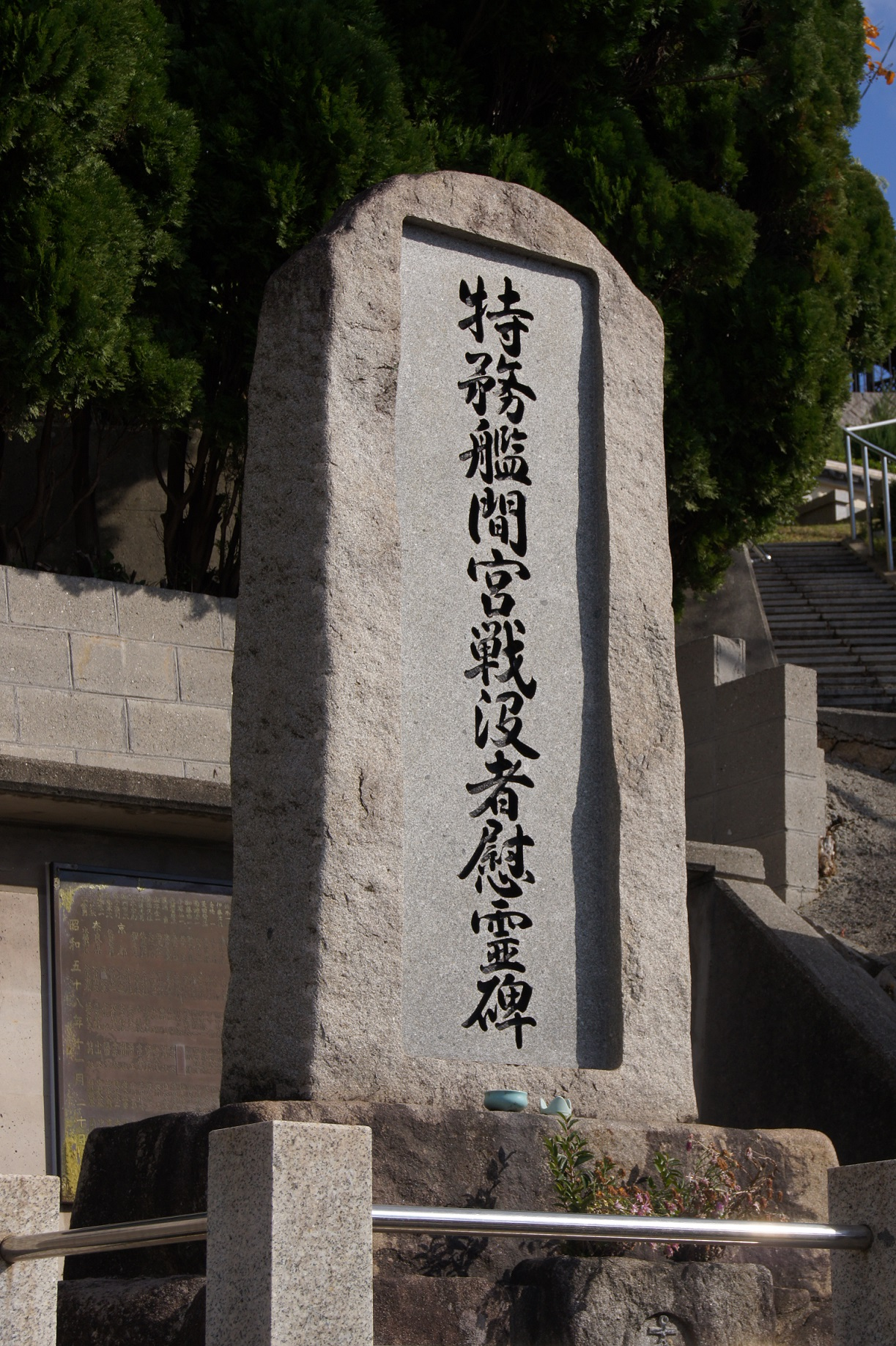
間宮
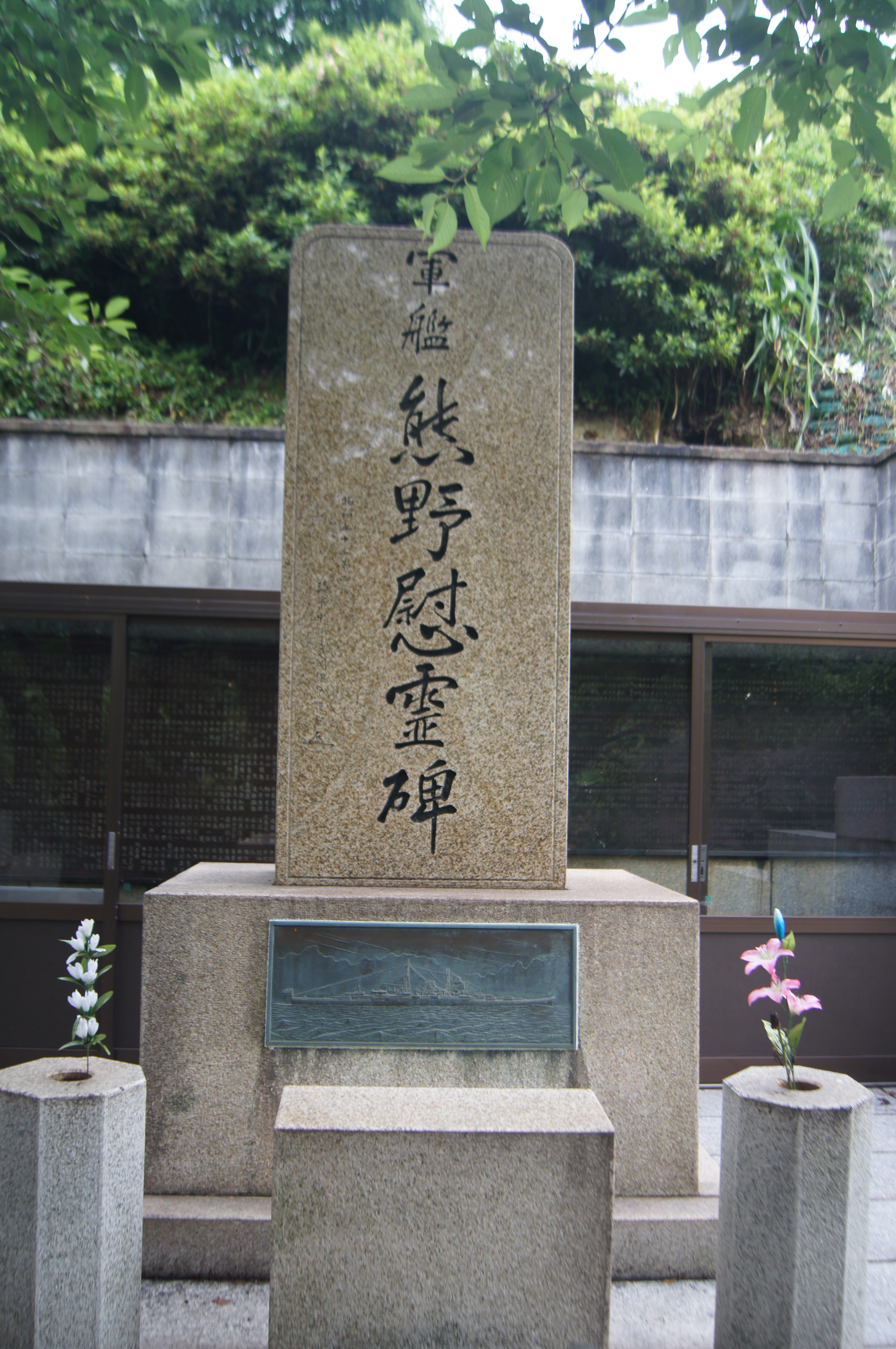
熊野
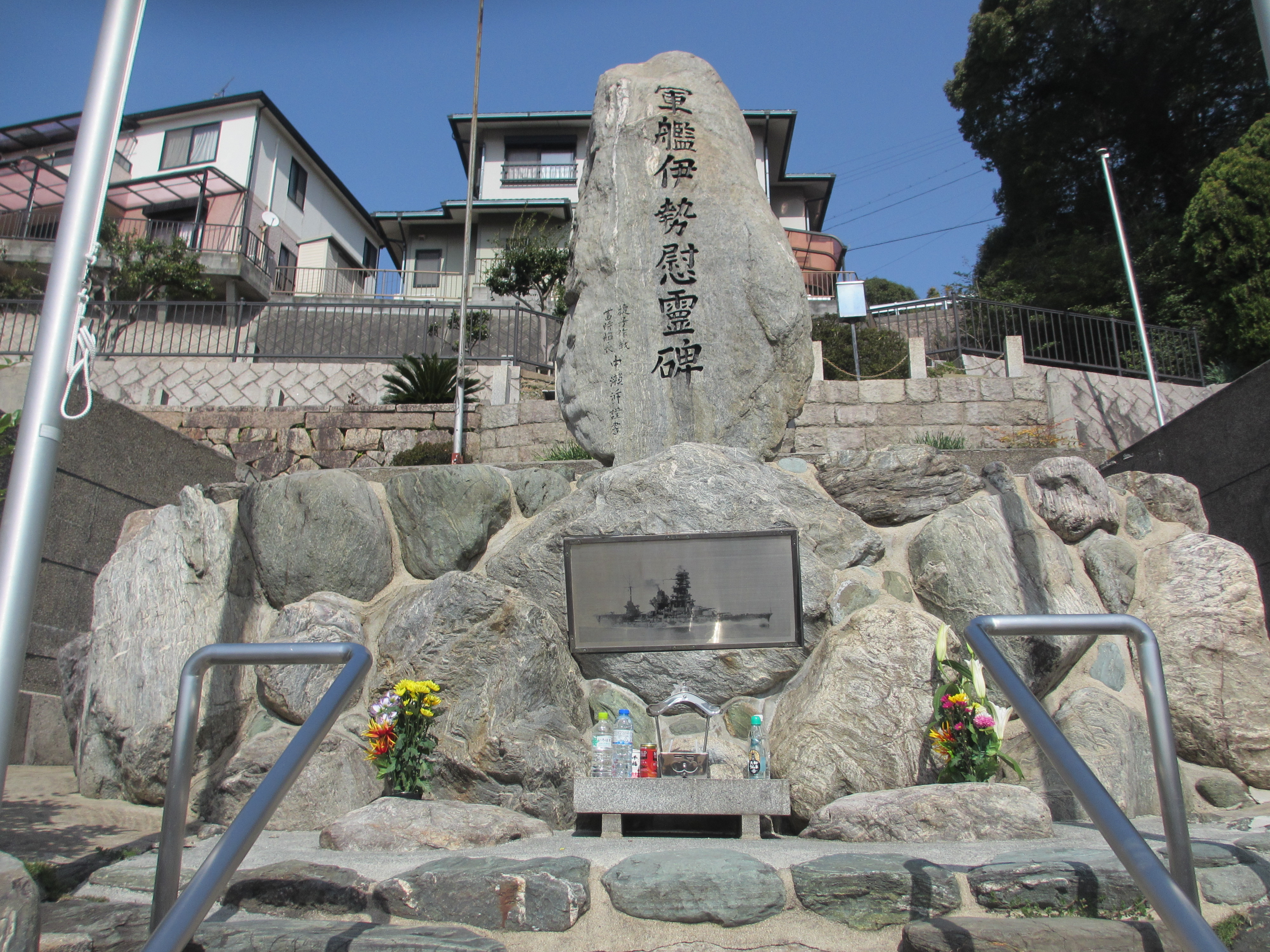
伊勢
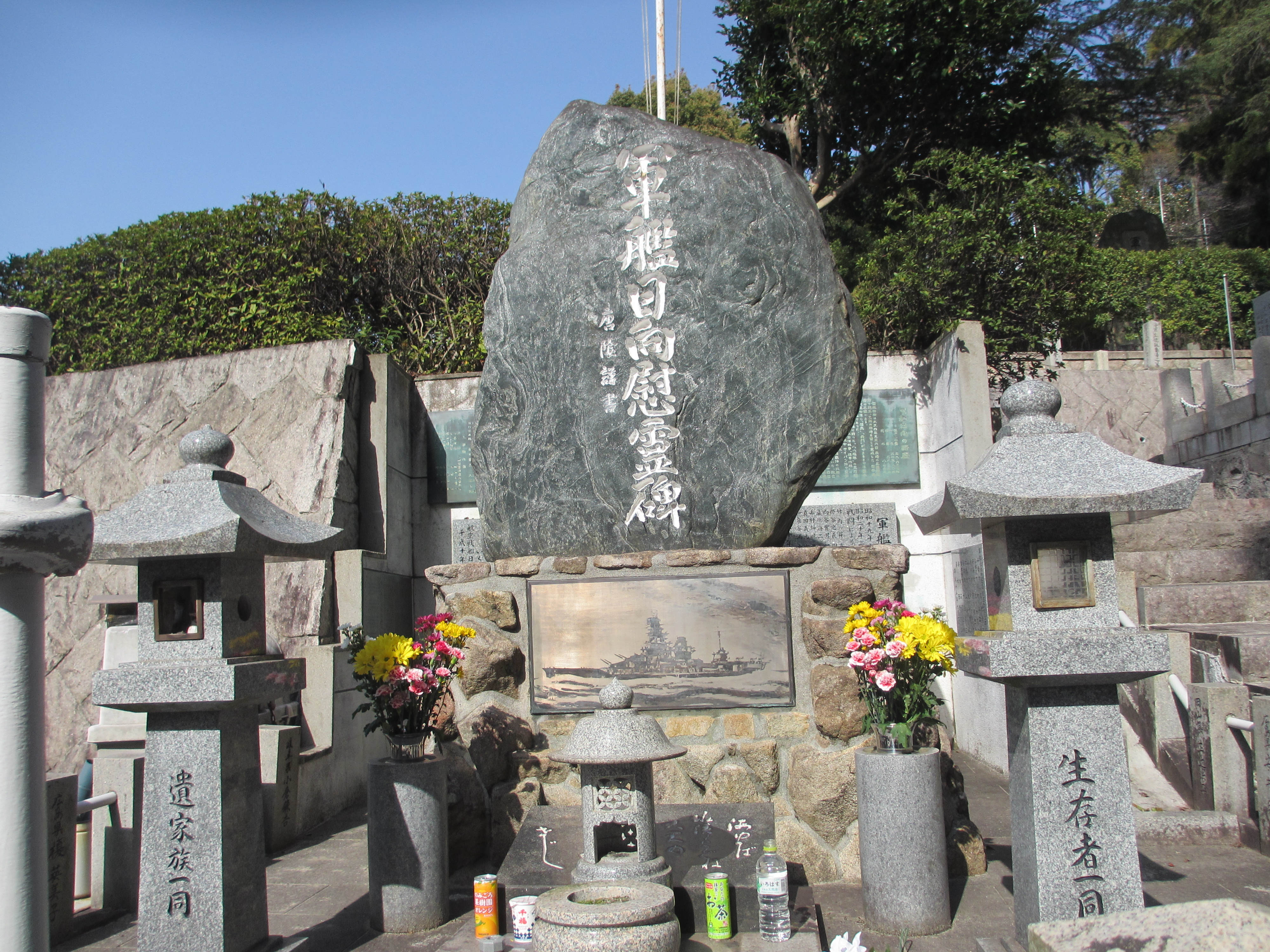
日向
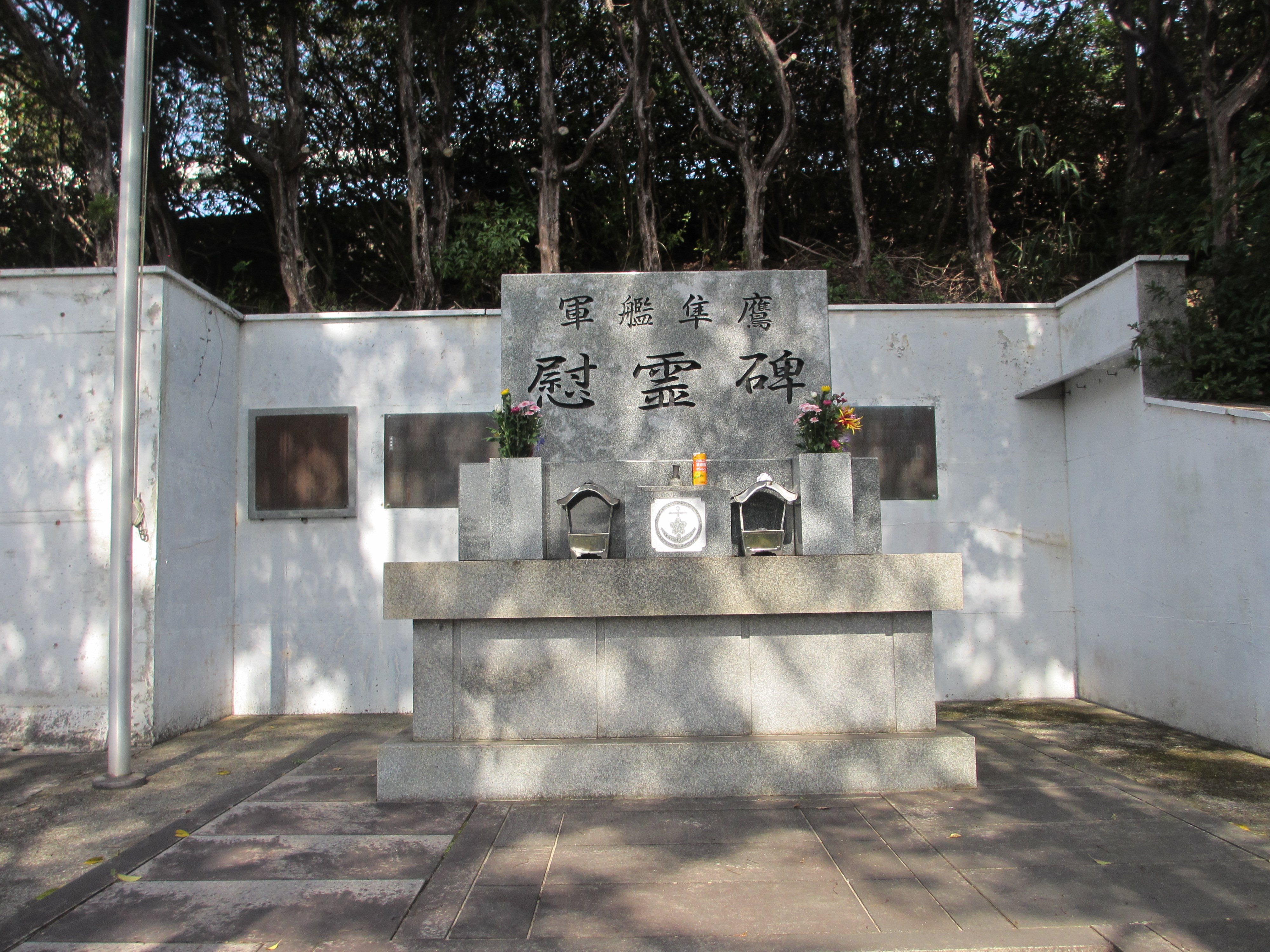
隼鷹

## アクセス
- バス
  - 広電バス長の木長迫線「長迫町」バス停下車、徒歩約1分
- 車
  - 広島呉道路、呉インターチェンジから約15分
  - 駐車場は普通車10台分